# 英国海外领土签证政策
英国海外领地有关移民要求的规定与英国签证政策不同，但仍属于其主权范围。一般而言，英国公民护照持有人一般不会在这些地区拥有自动居留权。

## 亚克罗提利与德凯利亚

申根区签证政策，适用于亚克罗提利与德凯利亚

亞克羅提利與德凱利亞－签证政策与塞浦路斯相同，也就是遵从欧洲联盟签证政策。但是，12个月内停留超过28天需要许可证。与塞浦路斯开放边界，但与北塞浦路斯则有边境检查。

## 安圭拉
－所有欧盟公民和安道尔、安提瓜和巴布达、阿根廷、澳大利亚、巴哈马、巴巴多斯、伯利兹、博茨瓦纳、巴西、文莱、加拿大、智利、哥伦比亚、哥斯达黎加、多米尼克、东帝汶、萨尔瓦多、格林纳达、危地马拉、圭亚那、洪都拉斯、香港、冰岛、以色列、日本、基里巴斯、列支敦士登、澳门、马来西亚、马尔代夫、马绍尔群岛、毛里求斯、墨西哥、密克罗尼西亚、摩纳哥、纳米比亚、瑙鲁、新西兰、尼加拉瓜、挪威、帕劳、巴拿马、巴布亚新几内亚、巴拉圭、圣基茨和尼维斯、圣卢西亚、圣文森特和格林纳丁斯、萨摩亚、圣马力诺、塞舌尔、新加坡、所罗门群岛、韩国，瑞士、中华民国、汤加、特立尼达和多巴哥、图瓦卢、英国、美国、乌拉圭、瓦努阿图和西撒哈拉公民可免签停留最长3个月。

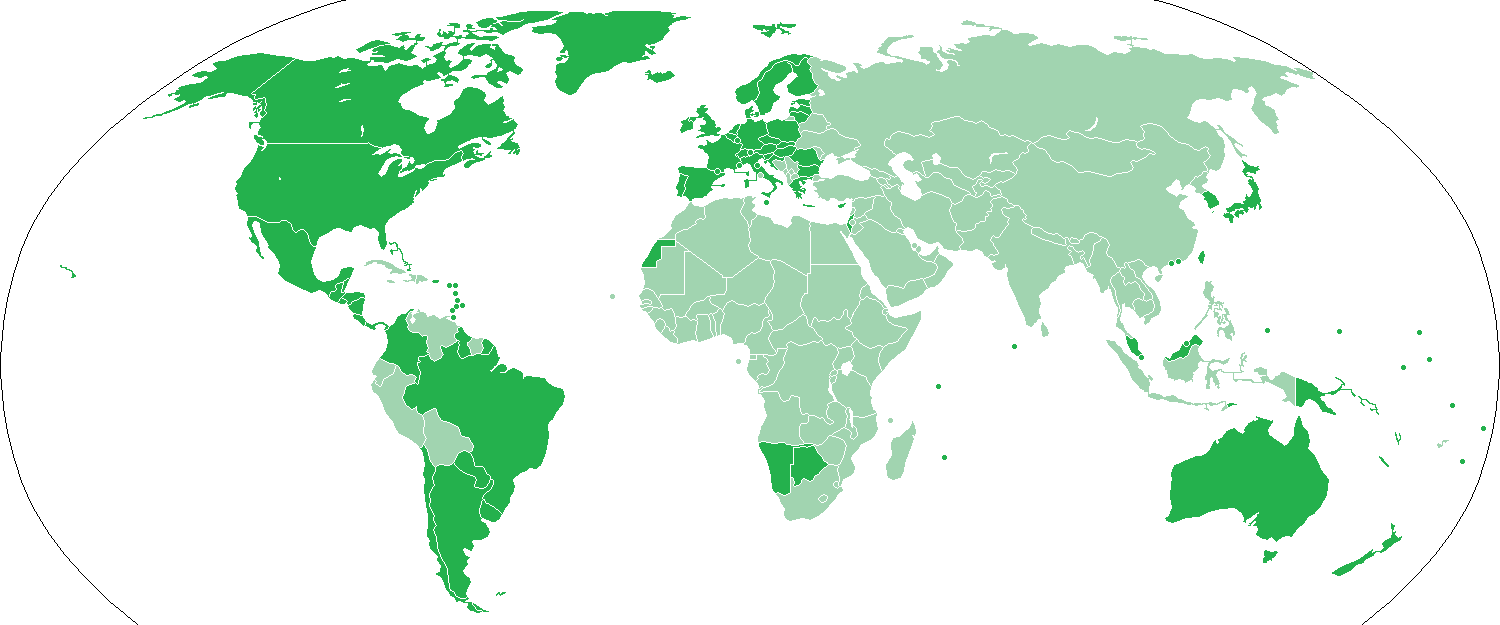
安圭拉签证政策

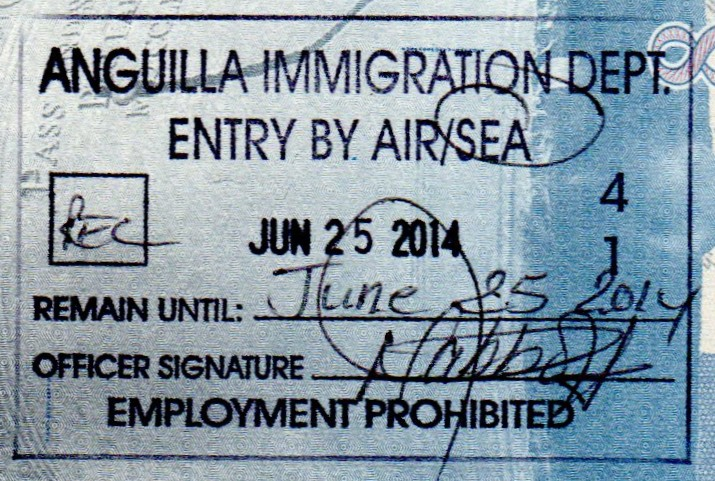
安圭拉入境章

此外，持有美国、加拿大或英国有效签证或居留许可的人以及外交护照持有人不需要签证。
从 2021 年 1 月起，其他旅客可以在线申请电子签证。
数据
抵达安圭拉的大多数访客来自以下国家：
| 国家   | 2016年  | 2015年  |
| ------ | ------- | ------- |
| 美国   | 101,055 | 105,189 |
| 加拿大 | 10,498  | 12,173  |
| 英国   | 5,021   | 6,272   |
| 義大利 | 2,656   | 2,402   |
| 德国   | 1,623   | 1,880   |
| 合計   | 175,970 | 186,068 |

## 百慕大
百慕大－访客入境时间不能超过6个月，通常情况只有21天。百慕大移民局可以延长允许逗留时间。

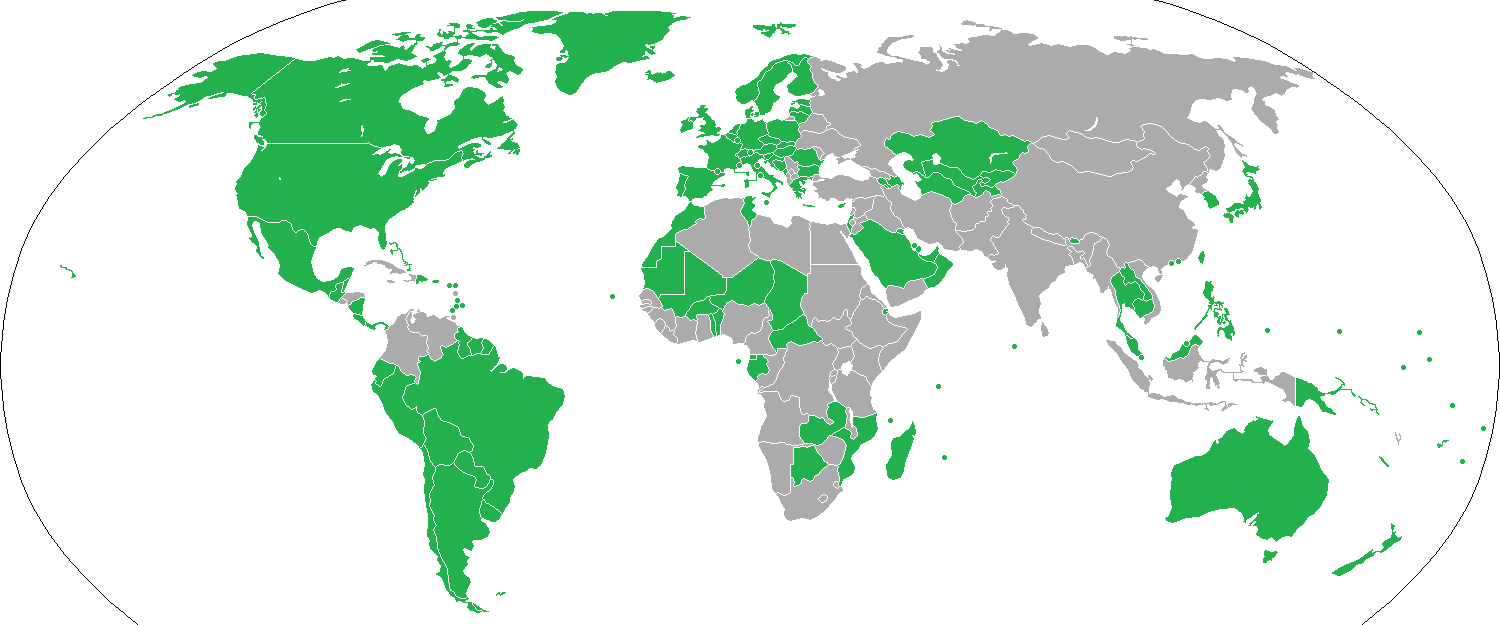
百慕大签证政策

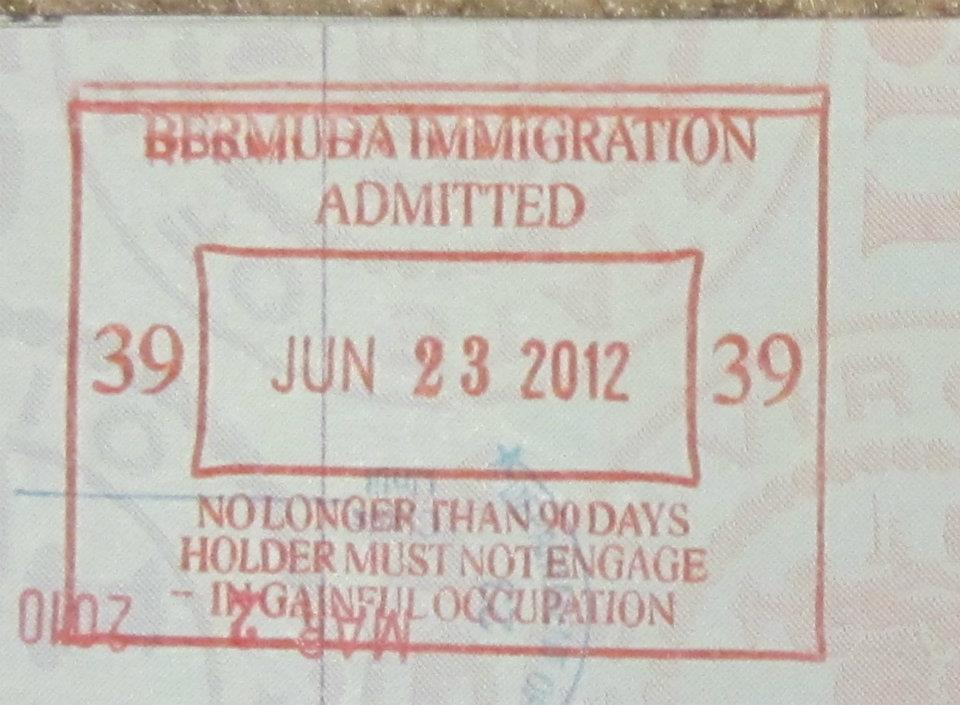
百慕大入境章

自2014年3月1日起，百慕大不签发自己的签证。但是，它要求需要多次入境签证的访客在英国，美国或加拿大（与百慕大有直飞航班的国家）过境并在抵达百慕大时出示签证。对于需要此类签证的访客，护照和签证必须在预定逗留期限结束后至少45天内有效。
无论在何地过境，百慕大都不要求以下公民提供签证：英国护照持有人；所有欧盟公民；安道尔，安提瓜和巴布达，阿根廷，澳大利亚，巴哈马，巴巴多斯，伯利兹，贝宁，不丹，博茨瓦纳，巴西，文莱，布基纳法索，加拿大，佛得角，中非共和国，乍得，智利，科摩罗，哥斯达黎加，多米尼克，东帝汶，萨尔瓦多，赤道几内亚，斐济，加蓬，格林纳达，危地马拉，圭亚那，洪都拉斯，香港，冰岛，印度尼西亚，以色列，日本，基里巴斯，老挝，列支敦士登，马达加斯加，马来西亚，马尔代夫，马里，马绍尔群岛，毛里塔尼亚，毛里求斯，墨西哥，密克罗尼西亚，摩纳哥，莫桑比克，纳米比亚，瑙鲁，新西兰，尼加拉瓜，尼日尔，挪威，帕劳，巴布亚新几内亚，巴拉圭，秘鲁，圣基茨和尼维斯，圣卢西亚，圣文森特和格林纳丁斯，萨摩亚，圣马力诺，圣多美和普林西比，塞舌尔，新加坡，所罗门群岛，韩国，苏里南，瑞士，台湾，泰国，多哥，汤加，特立尼达和多巴哥，图瓦卢，美国，乌拉圭，瓦努阿图，梵蒂冈和赞比亚公民。
以下其他国家或地区的国民只有在通过英国过境时才不需要签证：亚美尼亚，阿塞拜疆，巴林，玻利维亚，波斯尼亚和黑塞哥维那，柬埔寨，哥伦比亚，古巴， 吉布提，多米尼加，厄瓜多尔，格鲁吉亚，海地，约旦，哈萨克斯坦，科威特，吉尔吉斯斯坦，澳门，黑山，摩洛哥，朝鲜，阿曼，巴拿马，菲律宾，卡塔尔，俄罗斯，沙特阿拉伯，塔吉克斯坦，突尼斯，土库曼斯坦，乌克兰，阿拉伯联合酋长国和乌兹别克斯坦；和委内瑞拉生物识别护照持有人。
数据
抵达百慕大（包括乘飞机，游轮和游艇抵达）的大多数游客来自以下国家：
| 国家   | 2017年  | 2016年  | 2015年  |
| ------ | ------- | ------- | ------- |
| 美国   | 551,976 | 525,292 | 484,333 |
| 加拿大 | 47,852  | 43,474  | 43,931  |
| 英国   | 41,348  | 35,487  | 32,796  |
| 欧洲   | 26,869  | 23,054  | 20,759  |
| 合計   | 692,947 | 646,465 | 597,261 |

## 英属南极领地
英属南极领地－由伦敦的英国外交和联邦事务部的极地地区部门职员管理。它向前往英属南极领土的人发放许可证。新申请应至少提前四个月提交。组织者需要证明他们已准备好访问南极洲。

## 英属印度洋领地
英屬印度洋領地－访客必须在行程前获得有效的许可证。许可证由伦敦英国外交和联邦事务部的英属印度洋领地管理局签发。任何颁发的许可证仅对外岛有效，而对迪戈加西亚岛的访问仅限于与军事人员。任何未经授权的船只都不得接近迪戈加西亚3海里范围，并且在海事法规定中，船只应远离迪戈加西亚。访问者需要提供旅行保险和游艇保险证明。护照必须剩余有效期六个月。 任何未经许可进入英属印度洋领地的人将被判处3年监禁和/或3000英镑的罚款。

## 英属维尔京群岛
英屬維爾京群島－通常访客在抵达时可获得一个月的入境章。访客可以首先获得最多一个月的停留许可，然后可以再延长一个月，但抵达后即获得六个月停留时间的台湾访客除外。总入境事务主任可酌情决定延长最多六个月。有离境税。

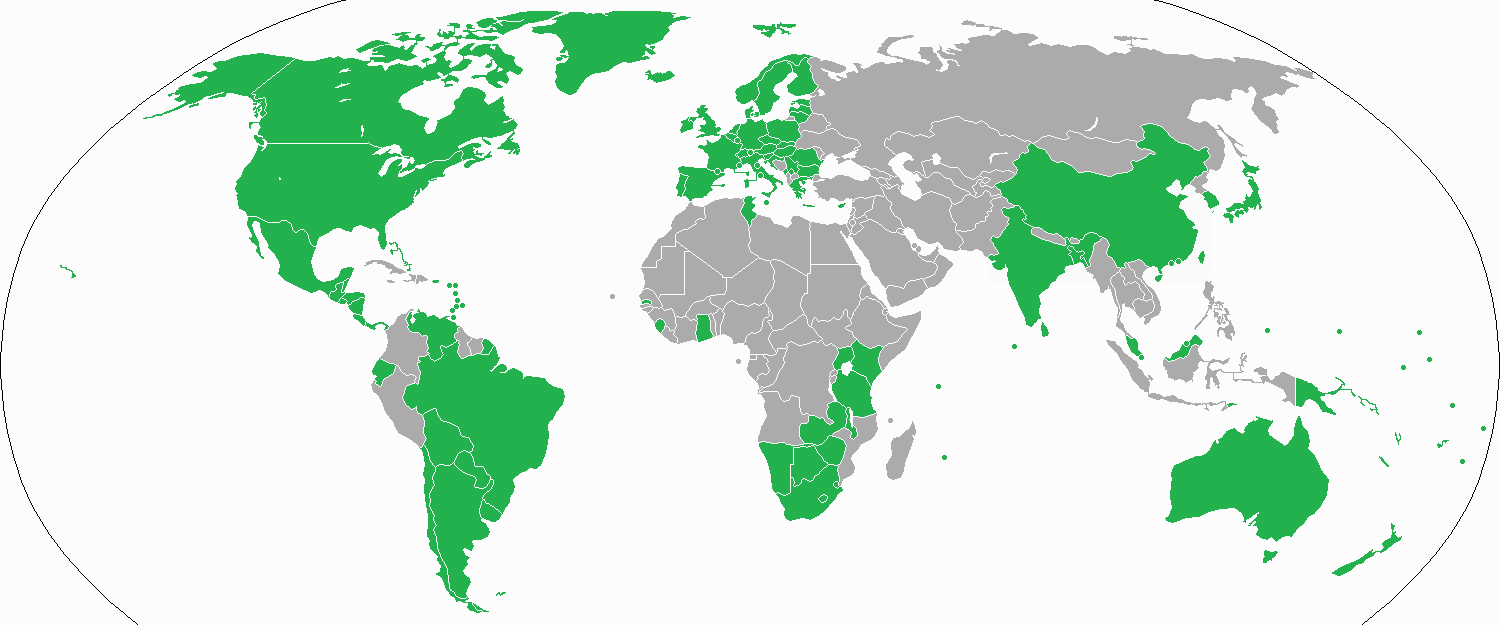
英属维尔京群岛签证政策

以下人士可免签入境：英国护照持有人，所有欧盟公民，和安道尔，安提瓜和巴布达，阿根廷，澳大利亚，巴哈马，孟加拉国，巴巴多斯，伯利兹，玻利维亚， 博茨瓦纳，巴西，文莱，加拿大，智利，中国1，哥斯达黎加，多米尼克，东帝汶，厄瓜多尔，萨尔瓦多，斐济，冈比亚，加纳，格林纳达，危地马拉，洪都拉斯，香港，冰岛，印度，日本，肯尼亚， 基里巴斯，莱索托，列支敦士登，澳门，马拉维，马来西亚，马尔代夫，马绍尔群岛，毛里求斯，墨西哥，密克罗尼西亚，摩纳哥，纳米比亚，瑙鲁，新西兰，尼加拉瓜，挪威，帕劳，巴拿马，巴布亚新几内亚，巴拉圭，圣基茨和尼维斯，圣卢西亚 ，圣文森特和格林纳丁斯，萨摩亚，圣马力诺，塞舌尔，塞拉利昂，新加坡，所罗门群岛， 南非，韩国，斯里兰卡，斯威士兰，瑞士，台湾，坦桑尼亚，汤加 ，特立尼达和多巴哥，突尼斯，土耳其，图瓦卢，乌干达，美国，乌拉圭，瓦努阿图，梵蒂冈，委内瑞拉，赞比亚和津巴布韦公民。
美国，加拿大和英国的永久居民不需要签证。他们必须直接从他们的永久居住国抵达，或作为加拿大和英国的永久居民，可从他们的永久居住国出发并转机到达。 这三个国家的签证持有人可以访问英属维尔京群岛最长六个月，前提是他们拥有有效期至少六个月的使用过的多次入境签证。
1.^ 根据政府新闻稿免签。仍被英属维尔京群岛旅游局和Timatic列为需要签证。

## 开曼群岛
开曼群岛－以下人士可以旅游目的最多免签停留最多6个月（停留时间由入境官在抵达时确定）：英国护照持有人；所有欧盟公民；安道尔，安提瓜和巴布达，阿根廷，澳大利亚，巴哈马，巴林，巴巴多斯，伯利兹，博茨瓦纳，巴西，文莱，加拿大，智利，哥斯达黎加，多米尼克，厄瓜多尔，斐济，格林纳达，圭亚那，香港，冰岛，以色列，日本，肯尼亚，基里巴斯，科威特，莱索托，列支敦士登，马拉维，马来西亚，马尔代夫，毛里求斯，墨西哥，摩纳哥，莫桑比克，纳米比亚，瑙鲁，新西兰，挪威，阿曼，巴拿马 ，巴布亚新几内亚，秘鲁，圣基茨和尼维斯，圣卢西亚，圣文森特和格林纳丁斯，萨摩亚，圣马力诺，塞舌尔，新加坡，所罗门群岛，南非，斯威士兰，瑞士，台湾，坦桑尼亚，汤加，特立尼达和多巴哥，图瓦卢，美国，瓦努阿图，委内瑞拉和赞比亚；和15岁以下或70岁以上牙买加公民。1.

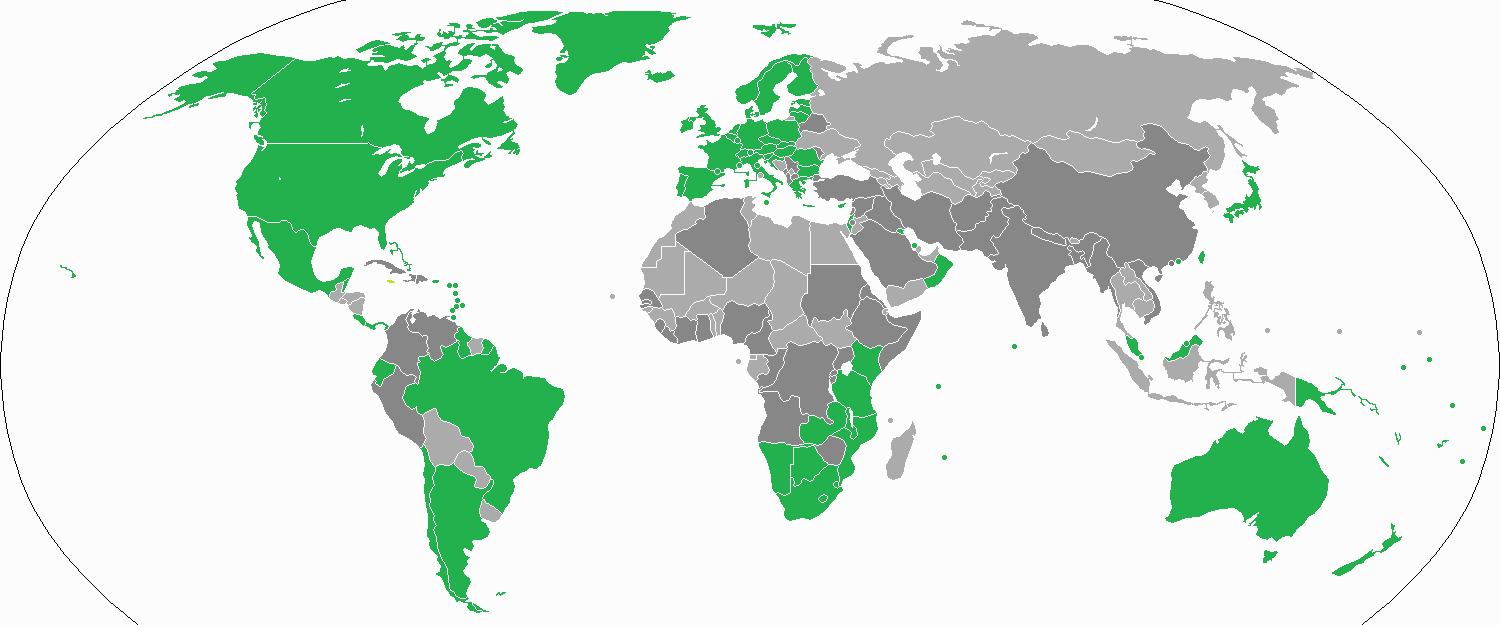
开曼群岛签证政策

美国永久居民直接从美国抵达，加拿大永久居民直接从加拿大或美国抵达，英国永久居民直接从英国抵达时，可获得最长30天的免签停留时间。
持有美国，加拿大或英国签发的有效签证的中国，印度和牙买加公民从签证签发国直接抵达，可访问开曼群岛最多30天。
除以下人士，旅客可于24小时内过境免签：阿富汗，阿尔巴尼亚，阿尔及利亚，安哥拉，孟加拉国，白俄罗斯，布隆迪，喀麦隆，中国，哥伦比亚，刚果共和国，刚果民主共和国，厄立特里亚，埃塞俄比亚，冈比亚，加纳，印度，伊朗，伊拉克，科特迪瓦，黎巴嫩，利比里亚，摩尔多瓦，黑山，缅甸，尼泊尔，尼日利亚，北马其顿，北塞浦路斯，巴基斯坦，巴勒斯坦，卢旺达，沙特阿拉伯，塞内加尔，塞尔维亚，塞拉利昂，索马里，斯里兰卡，苏丹，叙利亚，土耳其，乌干达，越南和津巴布韦公民。
| 免签政策变化时间 |                                               |
| --- | --------------------------------------------- |
| - 2014年9月26日：哥斯达黎加和克罗地亚 - 2018年5月7日： 保加利亚和罗马尼亚2 (恢复签证) 取消： - 2017年3月29日：保加利亚和罗马尼亚 (2018年恢复) |                                               |
| | 此列表不完整，欢迎您扩充内容。 (2017年6月1日) |

1.^ 条例规定英联邦所有国家的国民，除孟加拉国，喀麦隆，冈比亚，加纳，印度，牙买加（15至70岁），尼日利亚，巴基斯坦，塞拉利昂，斯里兰卡和乌干达外，享有免签待遇。虽然卢旺达于2009年加入了英联邦，马尔代夫于2016年离开，但截至2019年，Timatic和开曼群岛移民局仍然将卢旺达列为需要签证而马尔代夫享有免签。
数据
大多数乘飞机抵达开曼群岛的访客来自以下国家：
| 国家   | 2017年  | 2016年  | 2015年  |
| ------ | ------- | ------- | ------- |
| 美国   | 340,955 | 300,571 | 291,759 |
| 加拿大 | 24,757  | 23,274  | 24,299  |
| 英国   | 14,017  | 14,919  | 14,718  |
| 牙买加 | 9,393   | 9,167   | 8,484   |
|        | 3,099   | 2,666   | 1,682   |
| 義大利 | 1,492   | 1,924   | 1,935   |
| 德国   | 1,426   | 1,641   | 1,745   |
| 古巴   | 1,363   | 7,230   | 12,684  |
|        | 1,303   | 1,653   | 1,772   |
| 愛爾蘭 | 1,242   | 1,221   | 1,320   |
| 巴哈马 | 1,225   | 1,070   | 793     |
| 巴西   | 1,194   | 743     | 941     |
| 合計   | 418,403 | 385,451 | 385,378 |

## 福克兰群岛

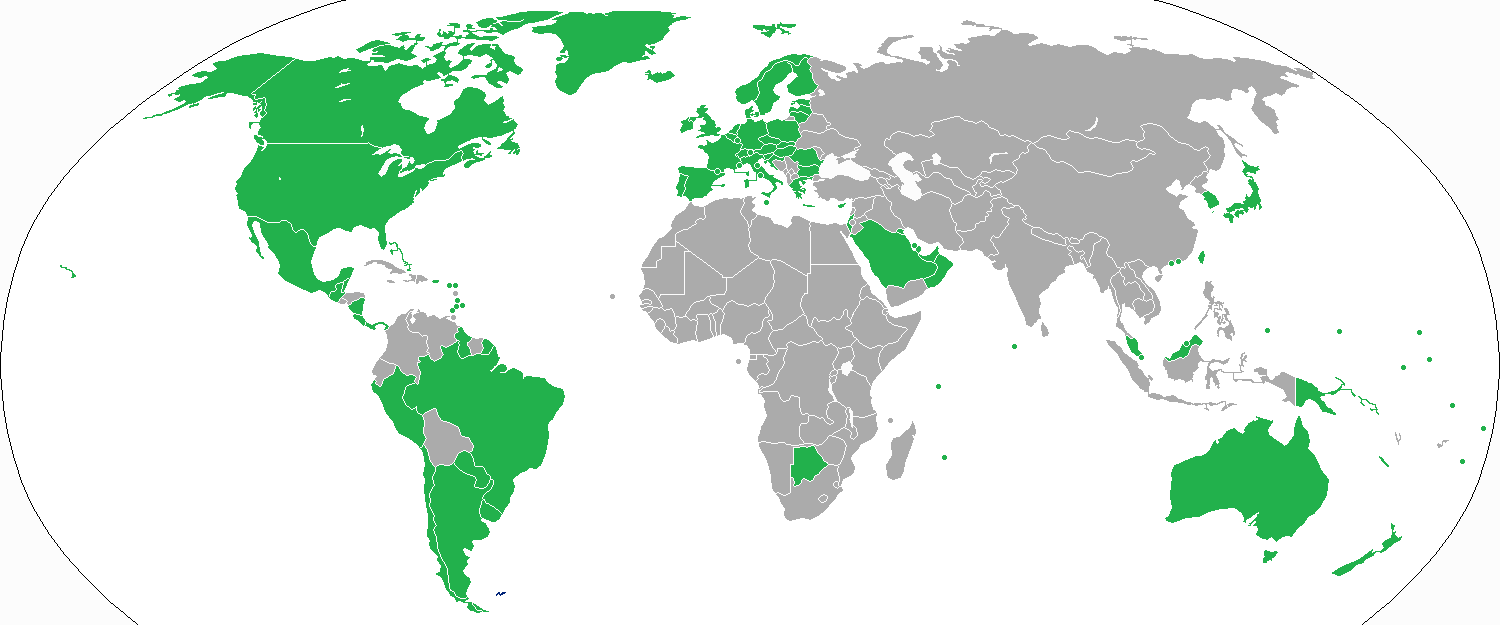
福克兰群岛签证政策

福克蘭群島 – 自行指定在移民要求方面的规定，虽与英国的签证政策不同，但仍在其主权范围内。福克兰群岛的出入境由英国海关和移民局管控。

### 免签证

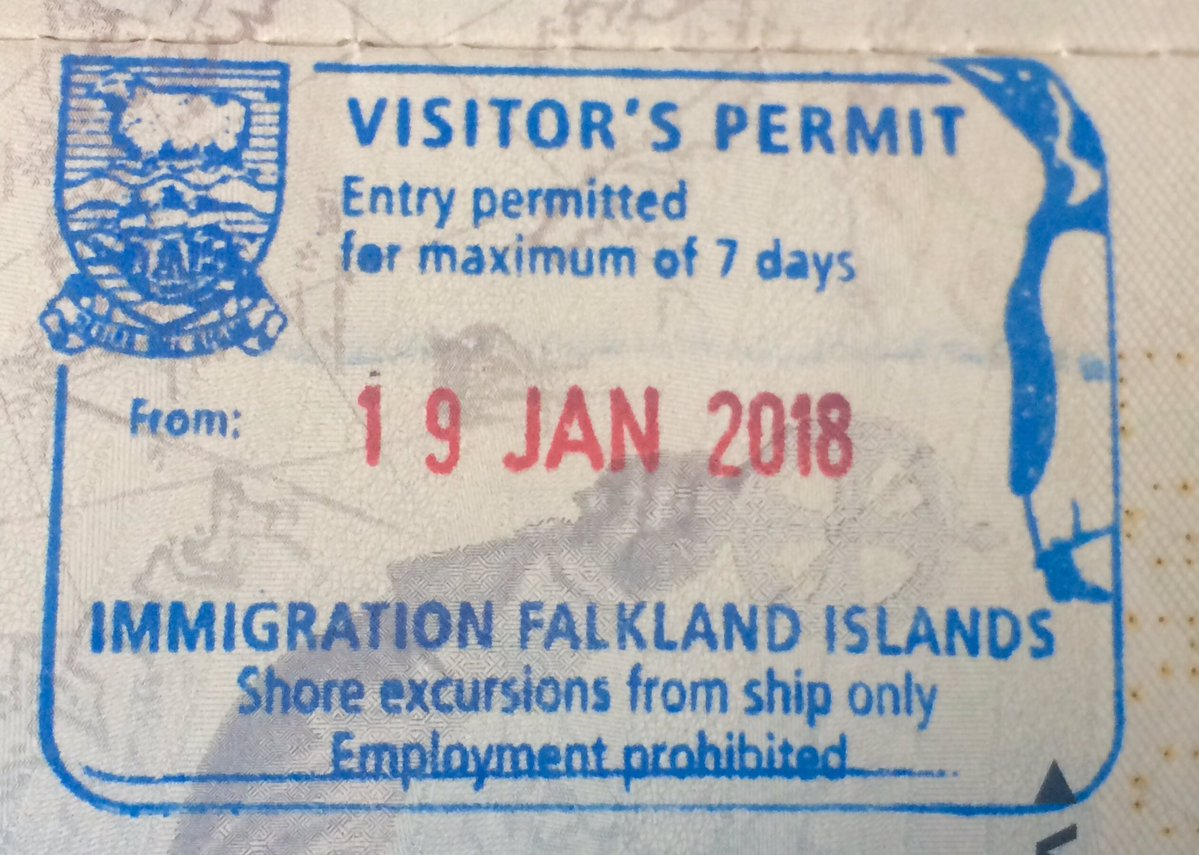
访客许可证有效期为7天，仅用于岸上游览

所有游轮上的游客在进入福克兰群岛岸上游览时，无论国籍均无需申请签证停留7天。然而，乘坐飞机抵达的游客或在游轮在福克兰群岛停留前或之后的游客，如果没有持有免签证的护照，就需要申请签证。
所有前往福克兰群岛的游客都必须预订逗留期间的住宿和回程的机票。移民官员还会询问游客是否有足够的旅行和医疗保险，保险金额至少为20万英镑，包括在需要时的遣返保险。

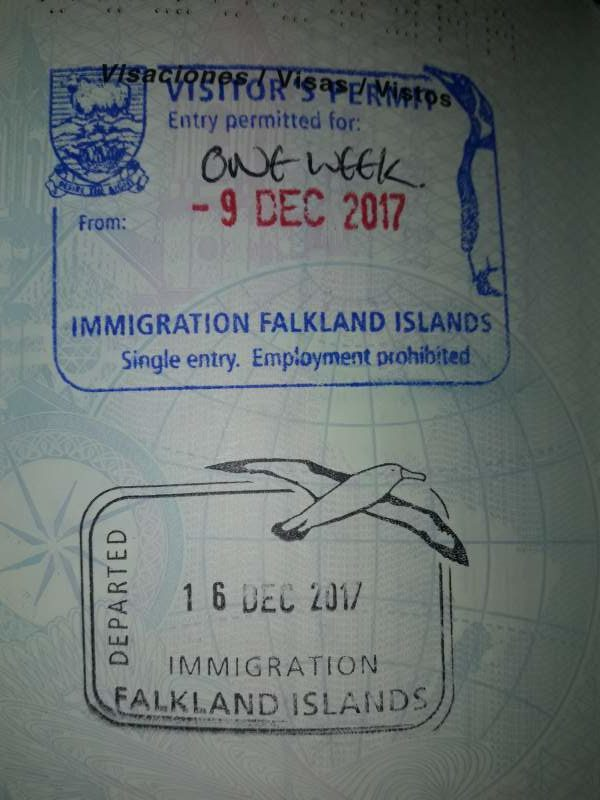
阿根廷护照上的单次入境访客许可和出境章

持有下列国家和地区签发的有效护照可免签证进入福克兰群岛30天，并在抵达时获发访客许可。
| - 欧盟公民 \| - 安道尔 - 阿根廷 - 巴西 - 加拿大 - 智利 \| - 香港 - 冰島 - 以色列 - 日本 - 列支敦斯登 - 新西兰 \| - 挪威 - 圣马力诺 - 南非 - 瑞士 \| - 中華民國 - 英国 - 美国 - 乌拉圭 - 梵蒂冈 \| |                                                     |                                 |                                            |
| - 安道尔 - 阿根廷 - 巴西 - 加拿大 - 智利 | - 香港 - 冰島 - 以色列 - 日本 - 列支敦斯登 - 新西兰 | - 挪威 - 圣马力诺 - 南非 - 瑞士 | - 中華民國 - 英国 - 美国 - 乌拉圭 - 梵蒂冈 |

此外，红十字国际委员会签发的国际旅行证件和联合国签发的聯合國通行證的持有人不需要申请签证。所有获豁免签证的游客可以直接向英国海关和移民局申请延长访问时间，最长可达12个月。

### 签证类型
- 访客许可：未被列为免签证国家的国民，在抵达福克兰群岛之前必须前往本国最近的英国大使馆或领事馆申请访客许可。[36]
- 工作许可：首次申请工作许可需要在福克兰群岛以外的地方申请。持有人允许在有效期内进入、离开和居住在福克兰群岛，并在指定的雇主处就业，或自行从事许可证中规定的任何行业、商业或职业。有效期最长为2年，但可以申请延期。
- 居留许可（临时）：首次申请居留许可需要在福克兰群岛以外的地方申请，持有人允许在有效期内进入、离开和居住在福克兰群岛，最长时间为3年，但可以申请延期。居留许可的持有者和包括在居留证中的任何受抚养人，如果他们希望随后获得就业机会，都有权申请工作许可。
- 永久居留许可：永久居留证允许持有人无限期地进入、离开和居住在福克兰群岛，并允许在福克兰群岛从事任何合法的工作或从事任何合法的商业、贸易、专业或职业，且不需要申请工作许可。如果永久居留证的申请被批准，主申请人的申请中包括的任何受抚养人也将获得永久居留证。每年颁发的永久居留证的数量由配额制度决定。

### 过境
所有通常需要签证才能进入福克兰群岛的人士，如果是通过航空或海路过境且不超过24小时的话，不需要申请签证。

## 直布罗陀
直布罗陀－主要遵循英国签证政策。欧盟 公民和冰岛，列支敦士登，挪威和瑞士公民享有行动自由权利。免签政策适用于英国护照持有人和安道尔，安提瓜和巴布达，阿根廷，澳大利亚，巴哈马，巴巴多斯，伯利兹，博茨瓦纳， 巴西，文莱，加拿大，智利，哥斯达黎加，多米尼克，东帝汶，萨尔瓦多，格林纳达，危地马拉，洪都拉斯，香港，以色列，日本，基里巴斯，澳门，马来西亚，马尔代夫，马绍尔群岛，毛里求斯，墨西哥，密克罗尼西亚，摩纳哥，纳米比亚，瑙鲁，新西兰，尼加拉瓜，帕劳 巴拿马，巴布亚新几内亚，巴拉圭，圣基茨和尼维斯，圣卢西亚，圣文森特和格林纳丁斯，萨摩亚，圣马力诺，塞舌尔，新加坡，所罗门群岛，韩国，台湾，汤加，特立尼达和多巴哥，图瓦卢，美国，乌拉圭，瓦努阿图和梵蒂冈城普通护照持有人。所有访问直布罗陀的游客都必须持有护照，但持有有效国民身份证的欧盟公民除外。
额外的签证豁免：

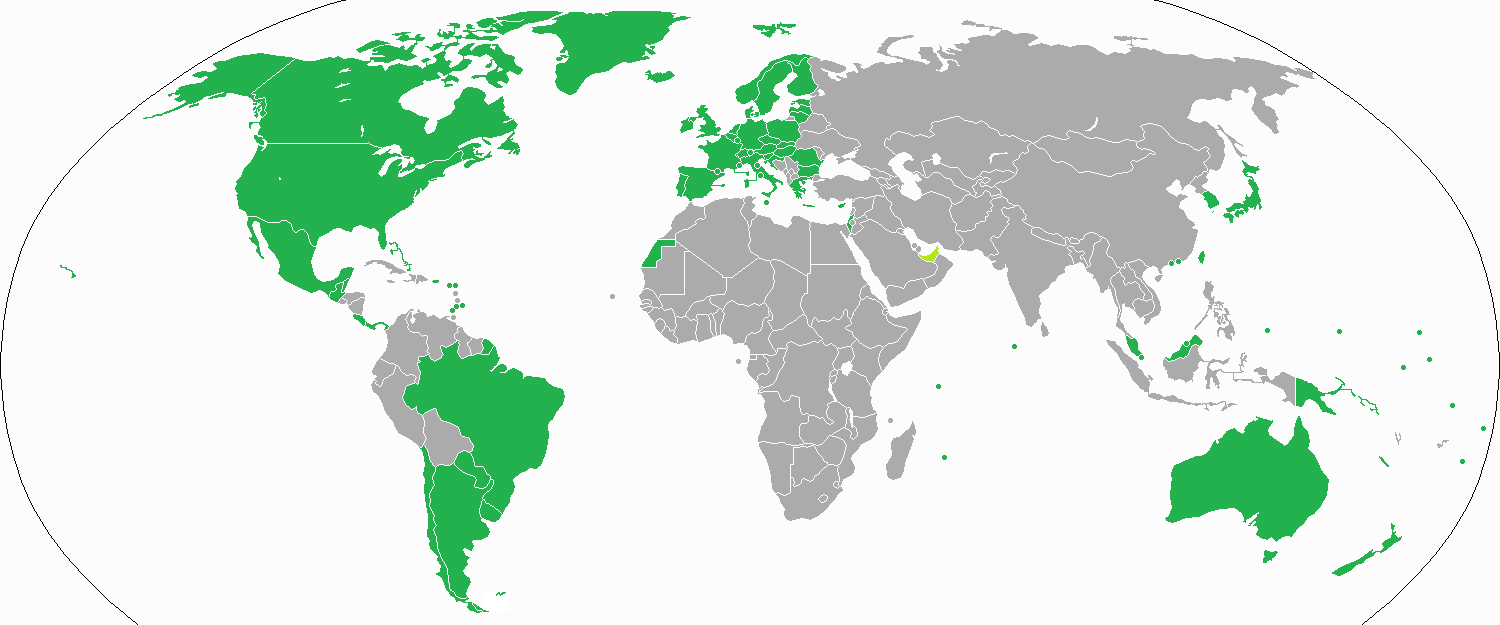
直布罗陀签证政策

- 持有6个月或以上的有效英国多次入境签证持有人或生物识别居留许可证（BRP），不论其类别如何，或
- 在英国的无限期居留者，或
- 拥有英国居留权的人士，或
- 持有欧盟家庭居留证/卡，或
- 申根区成员国无限期居留者，或
- 中国大陆，印度，蒙古，摩洛哥和俄罗斯护照持有人，且持有有效期7天以上的申根多次入境签证（可在直布罗陀最多逗留21天），[41][42] 或
- 中国大陆，俄罗斯和乌克兰护照持有人在直布罗陀旅行社安排的有组织旅行中进行直布罗陀一日游。

## 蒙特塞拉特

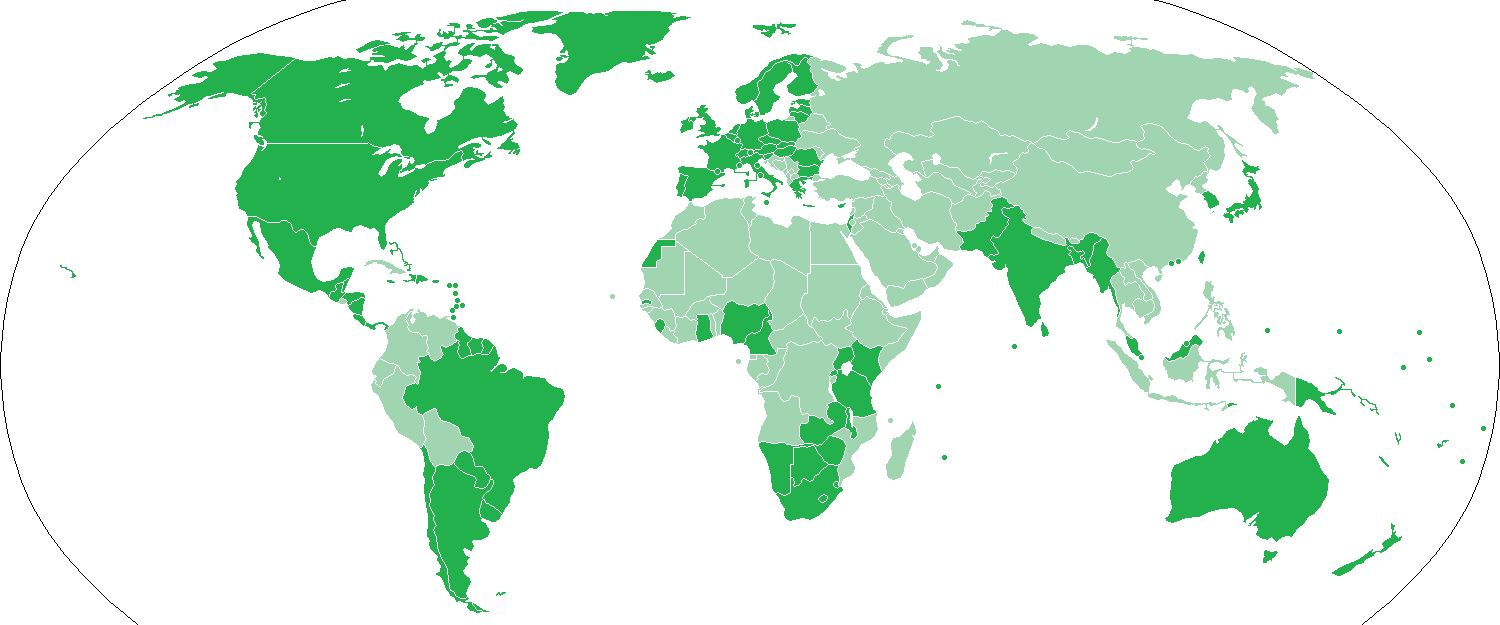
蒙特塞拉特签证政策

－以下人士免签6个月（如果持有除护照以外的身份证明则为14天，除非另有说明）：英国护照持有人（其他身份证明仍为6个月），所有欧盟公民 （除克罗地亚）（法国身份证仍为6个月），和安道尔，安提瓜和巴布达，阿根廷，澳大利亚，巴哈马，孟加拉国，巴巴多斯，伯利兹，博茨瓦纳， 巴西，文莱，喀麦隆，加拿大(其他身份证件仍为6个月)，智利，哥斯达黎加，多米尼克，多米尼加，东帝汶，斐济，冈比亚，加纳，格林纳达，危地马拉，圭亚那，海地，洪都拉斯，香港，冰岛，印度，以色列，牙买加，日本，肯尼亚，基里巴斯，莱索托，列支敦士登，澳门，马拉维，马来西亚，马尔代夫，马绍尔群岛，毛里求斯，墨西哥，密克罗尼西亚，摩纳哥，缅甸，纳米比亚，瑙鲁，新西兰，尼加拉瓜，尼日利亚，挪威，巴基斯坦，帕劳，巴拿马，巴布亚新几内亚，巴拉圭，卢旺达，圣基茨和尼维斯，圣卢西亚，圣文森特和格林纳丁斯，萨摩亚，圣马力诺，塞舌尔，塞拉利昂，新加坡，所罗门群岛，南非，韩国，斯里兰卡，苏里南，斯威士兰，瑞士，台湾，坦桑尼亚，汤加，特立尼达和多巴哥，图瓦卢，乌干达，美国，乌拉圭，瓦努阿图，梵蒂冈，西撒哈拉，赞比亚和津巴布韦。 有效期为1年的多次入境电子签可在出发前通过互联网获取。

## 皮特凯恩群岛
皮特凯恩群岛－希望在皮特凯恩停留两周以下的游客在抵达前无需签证或批准。移民官员在访客抵达皮特凯恩评估时评估访客的短期申请

## 圣赫勒拿、阿森松和特里斯坦-达库尼亚
圣赫勒拿、阿森松和特里斯坦-达库尼亚－不同的规则适用于不同的地区。
- －阿森松岛于2018年上半年推出了电子签证系统。所有国籍，包括英国公民，都需要电子签证。没有“落地签”政策。 有七种电子签证类别：旅游，商业，科学/研究，过境，工作，就业和家属/家庭。旅游电子签证允许单次停留长达三个月，并且在12个月内不会向同一个人发放累积超过三个月签证。超过三个月的滞留仅在特殊情况下被允许。护照必须在入境之日起至少六个月内有效。除了某些例外情况，在没有有效电子签证的情况下进入阿森松岛是违法行为；没有签证的访客可能会被拒绝入境并被要求立即离开。[49]

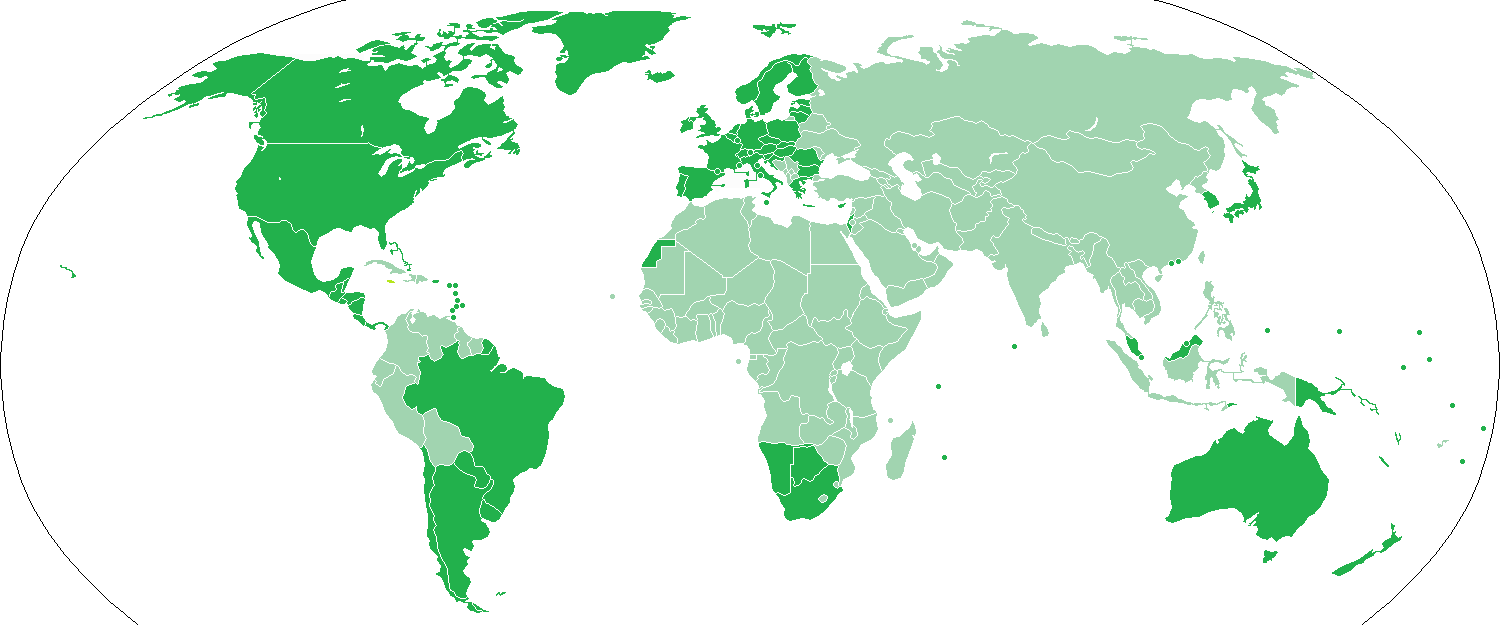
圣赫勒拿签证政策

从2015年5月起，阿森松岛政府不再向以下人士发放入境签证：白俄罗斯，中国（不含H、K、M开头护照），埃及，伊朗，利比亚，朝鲜，俄罗斯，叙利亚，乌克兰和越南护照持有人；2017年，香港，澳门和台湾护照持有人也被剥夺了获得入境签证的机会。[50][51]此限制也适用于2018年引入的电子签证。[49]

- 聖赫勒拿－免签：英国护照持有人，所有欧盟公民，和安道尔，安提瓜和巴布达，阿根廷，澳大利亚，巴哈马，巴巴多斯，伯利兹，博茨瓦纳， 巴西，文莱，加拿大，智利，哥斯达黎加，多米尼克，东帝汶，萨尔瓦多 ，格林纳达，危地马拉，洪都拉斯，香港，冰岛，以色列，日本，基里巴斯，列支敦士登，澳门，马来西亚，马尔代夫，马绍尔群岛，毛里求斯，墨西哥，密克罗尼西亚，摩纳哥，纳米比亚，瑙鲁，新西兰，尼加拉瓜，挪威，帕劳，巴拿马，巴布亚新几内亚，巴拉圭，圣基茨和尼维斯，圣卢西亚，圣文森特和格林纳丁斯，萨摩亚，圣马力诺，塞舌尔，新加坡，所罗门群岛，南非，韩国，瑞士，汤加，特立尼达和多巴哥，图瓦卢，美国，乌拉圭，瓦努阿图和梵蒂冈公民。[52] 
其他国家的公民可以在线申请电子签证。[53] 
所有访客必须提供医疗保险证明。访客可获得有效期最长为183天的入境许可。护照必须自进入圣赫勒拿之日起至少有效期为6个月。[48][54]

- －不需要签证，但所有访客必须持有有效护照并获得从岛议会提前登陆的许可，在护照上获得入境章。入境章也可以向不打算上岸的乘客和机组人员发放，可作为访问纪念品。 进入特里斯坦达库尼亚岛和戈夫岛，伊纳克塞瑟布尔岛或南丁格尔群岛有不同的价格。伊纳克塞瑟布尔岛是世界遗产，由于环境和野生动物保护的原因，因此进入受到限制。护照必须在逗留期限内有效。[48][55][56]

## 南乔治亚和南桑威奇群岛
南乔治亚和南桑威奇群岛－驻在斯坦利的南乔治亚和南桑威奇群岛专员负责管理进入该领土的所有通道。签证不是必需的，但所有访客无论其国籍或运输方式如何，都必须向专员申请许可才能提前登陆访问。许可证将发给“许可证持有人”，通常是游轮探险队长或游艇船长。付费乘坐游轮和游艇前往南乔治亚的游客无需提交访问申请。

## 特克斯和凯科斯群岛
－最多免签90天：英国护照持有人，所有欧盟公民，和安提瓜和巴布达，阿根廷，澳大利亚，巴哈马，巴巴多斯，伯利兹，博茨瓦纳，巴西，加拿大，智利，中国，哥伦比亚，哥斯达黎加，多米尼克，厄瓜多尔，斐济，格林纳达，圭亚那，香港，冰岛，以色列，日本，莱索托，列支敦士登，澳门，毛里求斯，墨西哥，摩纳哥，新西兰，挪威，阿曼，巴拿马，卡塔尔，俄罗斯，圣基茨和尼维斯，圣卢西亚，圣文森特和格林纳丁斯，沙特阿拉伯，塞舌尔，新加坡，所罗门群岛，南非，韩国，苏里南，瑞士，台湾，特立尼达和多巴哥，土耳其1，乌克兰，阿联酋，美国，梵蒂冈和委内瑞拉公民。

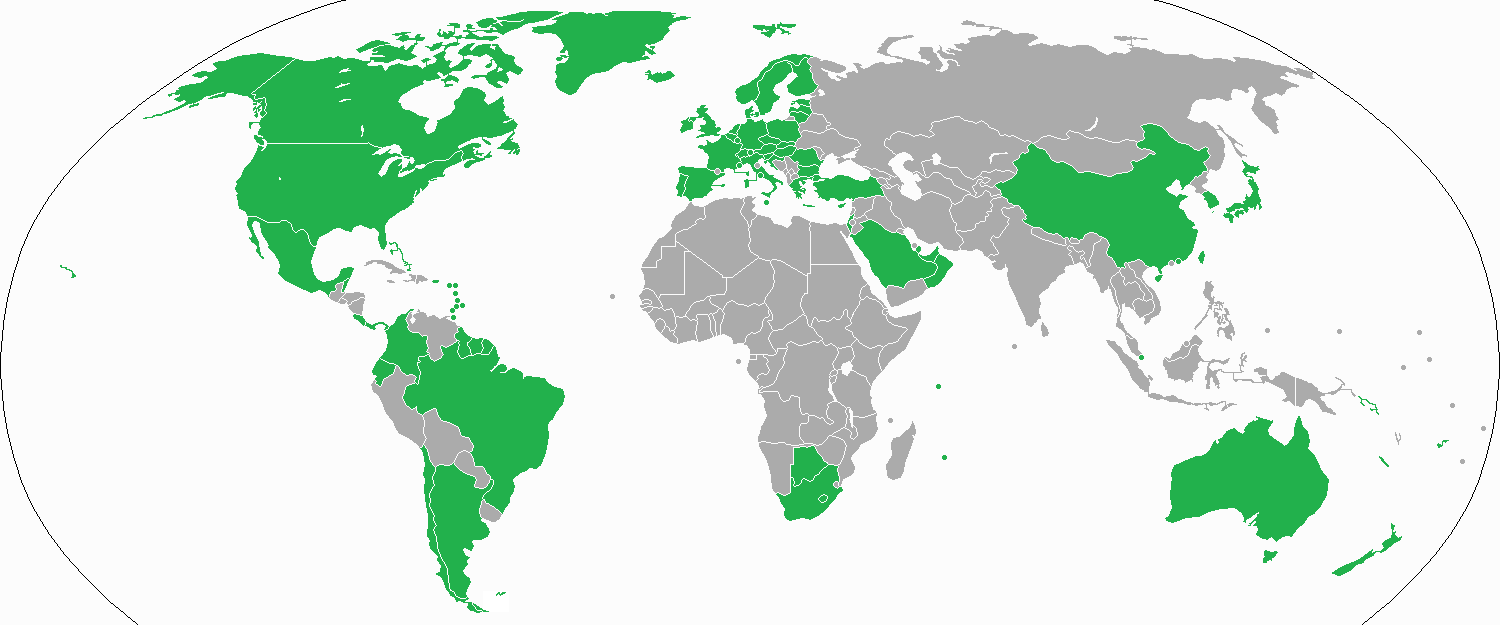
特克斯和凯科斯群岛签证政策

美国，加拿大或英国永久居民或有效签证的持有人不需要签证，最长逗留期限为90天。
1.^ 在法规和政府网站上列为免签证，但在Timatic中没有。

## 免签情况总览
| 国家或地区                  | 英国及王冠属地 | 直布罗陀 | 亞克羅提利與德凱利亞 | 百慕大   | 特克斯和凯科斯群岛 | 開曼群島            | 英屬 維爾京 群島 | 安圭拉 | 蒙塞拉特島 | 圣赫勒拿 | 福克兰群岛 |
| --------------------------- | -------------- | -------- | -------------------- | -------- | ------------------ | ------------------- | ---------------- | ------ | ---------- | -------- | ---------- |
| 歐洲單一市場 (克罗地亚除外) | 是             | 是       | 是                   | 是       | 是                 | 是                  | 是               | 是     | 是         | 是       | 是         |
|                             | 是             | 是       | 是                   | 是       | 是                 | 是                  | 是               | 是     | 电子签     | 是       | 是         |
| 安道尔                      | 是             | 是       | 是                   | 是       | 否                 | 是                  | 是               | 是     | 是         | 是       | 是         |
| 安地卡及巴布達              | 是             | 是       | 是                   | 是       | 是                 | 是                  | 是               | 是     | 是         | 是       | 否         |
| 阿根廷                      | 是             | 是       | 是                   | 是       | 是                 | 是                  | 是               | 是     | 是         | 是       | 是         |
|                             | 是             | 是       | 是                   | 是       | 是                 | 是                  | 是               | 是     | 是         | 是       | 是         |
| 巴哈马                      | 是             | 是       | 是                   | 是       | 是                 | 是                  | 是               | 是     | 是         | 是       | 否         |
|                             | 是             | 是       | 是                   | 是       | 是                 | 是                  | 是               | 是     | 是         | 是       | 否         |
|                             | 是             | 是       | 否                   | 是       | 是                 | 是                  | 是               | 是     | 是         | 是       | 否         |
|                             | 是             | 是       | 否                   | 是       | 是                 | 是                  | 是               | 是     | 是         | 是       | 否         |
| 巴西                        | 是             | 是       | 是                   | 是       | 是                 | 是                  | 是               | 是     | 是         | 是       | 是         |
|                             | 是             | 是       | 是                   | 是       | 否                 | 是                  | 是               | 是     | 是         | 是       | 否         |
| 加拿大                      | 是             | 是       | 是                   | 是       | 是                 | 是                  | 是               | 是     | 是         | 是       | 是         |
| 智利                        | 是             | 是       | 是                   | 是       | 是                 | 是                  | 是               | 是     | 是         | 是       | 是         |
|                             | 是             | 是       | 是                   | 是       | 是                 | 是                  | 是               | 是     | 是         | 是       | 否         |
| 多米尼克                    | 是             | 是       | 是                   | 是       | 是                 | 是                  | 是               | 是     | 是         | 是       | 否         |
| 东帝汶                      | 是             | 是       | 是                   | 是       | 否                 | 否                  | 是               | 是     | 是         | 是       | 否         |
| 薩爾瓦多                    | 是             | 是       | 是                   | 是       | 否                 | 否                  | 是               | 是     | 电子签     | 是       | 否         |
| 格瑞那達                    | 是             | 是       | 是                   | 是       | 是                 | 是                  | 是               | 是     | 是         | 是       | 否         |
|                             | 是             | 是       | 是                   | 是       | 否                 | 否                  | 是               | 是     | 是         | 是       | 否         |
|                             | 是             | 是       | 是                   | 是       | 否                 | 否                  | 是               | 是     | 是         | 是       | 否         |
| 香港                        | 是             | 是       | 是                   | 是       | 是                 | 是                  | 是               | 是     | 是         | 是       | 是         |
| 以色列                      | 是             | 是       | 是                   | 是       | 是                 | 是                  | 否               | 是     | 是         | 是       | 是         |
| 日本                        | 是             | 是       | 是                   | 是       | 是                 | 是                  | 是               | 是     | 是         | 是       | 是         |
| 基里巴斯                    | 是             | 是       | 是                   | 是       | 否                 | 是                  | 是               | 是     | 是         | 是       | 否         |
| 澳門                        | 是             | 是       | 是                   | 英国过境 | 是                 | 否                  | 是               | 电子签 | 是         | 是       | 否         |
| 马来西亚                    | 是             | 是       | 是                   | 是       | 否                 | 是                  | 是               | 是     | 是         | 是       | 否         |
| 馬爾地夫                    | 是             | 是       | 否                   | 是       | 否                 | 是                  | 是               | 是     | 是         | 是       | 否         |
| 马绍尔群岛                  | 是             | 是       | 是                   | 是       | 否                 | 否                  | 是               | 是     | 是         | 是       | 否         |
| 模里西斯                    | 是             | 是       | 是                   | 是       | 是                 | 是                  | 是               | 是     | 是         | 是       | 否         |
| 墨西哥                      | 是             | 是       | 是                   | 是       | 是                 | 是                  | 是               | 是     | 是         | 是       | 否         |
| 密克羅尼西亞聯邦            | 是             | 是       | 是                   | 是       | 否                 | 否                  | 是               | 是     | 是         | 是       | 否         |
| 摩納哥                      | 是             | 是       | 是                   | 是       | 是                 | 是                  | 是               | 是     | 是         | 是       | 否         |
| 纳米比亚                    | 是             | 是       | 否                   | 是       | 否                 | 是                  | 是               | 是     | 是         | 是       | 否         |
| 瑙鲁                        | 是             | 是       | 否                   | 是       | 否                 | 是                  | 是               | 是     | 是         | 是       | 否         |
| 新西兰                      | 是             | 是       | 是                   | 是       | 是                 | 是                  | 是               | 是     | 是         | 是       | 是         |
| 尼加拉瓜                    | 是             | 是       | 是                   | 是       | 否                 | 否                  | 是               | 是     | 是         | 是       | 否         |
| 帛琉                        | 是             | 是       | 是                   | 是       | 否                 | 否                  | 是               | 是     | 是         | 是       | 否         |
| 巴拿马                      | 是             | 是       | 是                   | 英国过境 | 是                 | 是                  | 是               | 是     | 是         | 是       | 否         |
|                             | 是             | 是       | 否                   | 是       | 否                 | 是                  | 是               | 是     | 是         | 是       | 否         |
| 巴拉圭                      | 是             | 是       | 是                   | 是       | 否                 | 否                  | 是               | 是     | 是         | 是       | 否         |
| 圣基茨和尼维斯              | 是             | 是       | 是                   | 是       | 是                 | 是                  | 是               | 是     | 是         | 是       | 否         |
| 圣卢西亚                    | 是             | 是       | 是                   | 是       | 是                 | 是                  | 是               | 是     | 是         | 是       | 否         |
|                             | 是             | 是       | 是                   | 是       | 是                 | 是                  | 是               | 是     | 是         | 是       | 否         |
| 萨摩亚                      | 是             | 是       | 是                   | 是       | 否                 | 是                  | 是               | 是     | 是         | 是       | 否         |
| 圣马力诺                    | 是             | 是       | 是                   | 是       | 否                 | 是                  | 是               | 是     | 是         | 是       | 是         |
| 塞舌尔                      | 是             | 是       | 是                   | 是       | 是                 | 是                  | 是               | 是     | 是         | 是       | 否         |
| 新加坡                      | 是             | 是       | 是                   | 是       | 是                 | 是                  | 是               | 是     | 是         | 是       | 否         |
| 所罗门群岛                  | 是             | 是       | 是                   | 是       | 是                 | 是                  | 是               | 是     | 是         | 是       | 否         |
|                             | 是             | 是       | 是                   | 是       | 是                 | 否                  | 是               | 是     | 是         | 是       | 是         |
| 中華民國                    | 是             | 是       | 是                   | 是       | 是                 | 是                  | 是               | 电子签 | 是         | 电子签   | 是         |
|                             | 是             | 是       | 是                   | 是       | 否                 | 是                  | 是               | 是     | 是         | 是       | 否         |
| 千里達及托巴哥              | 是             | 是       | 是                   | 是       | 是                 | 是                  | 是               | 是     | 是         | 是       | 否         |
|                             | 是             | 是       | 是                   | 是       | 否                 | 是                  | 是               | 是     | 是         | 是       | 否         |
| 美国                        | 是             | 是       | 是                   | 是       | 是                 | 是                  | 是               | 是     | 是         | 是       | 是         |
| 乌拉圭                      | 是             | 是       | 是                   | 是       | 否                 | 否                  | 是               | 是     | 是         | 是       | 是         |
|                             | 是             | 是       | 是                   | 是       | 否                 | 是                  | 是               | 是     | 是         | 是       | 否         |
| 梵蒂冈                      | 是             | 是       | 是                   | 是       | 是                 | 否                  | 是               | 电子签 | 是         | 是       | 是         |
| 科威特                      | 电子签         | 否       | 否                   | 英国过境 | 否                 | 是                  | 否               | 电子签 | 电子签     | 电子签   | 否         |
| 阿曼                        | 电子签         | 否       | 否                   | 英国过境 | 是                 | 是                  | 否               | 电子签 | 电子签     | 电子签   | 否         |
|                             | 电子签         | 否       | 否                   | 英国过境 | 是                 | 否                  | 否               | 电子签 | 电子签     | 电子签   | 否         |
| 阿联酋                      | 电子签         | 否       | 是                   | 英国过境 | 是                 | 否                  | 否               | 电子签 | 电子签     | 电子签   | 否         |
| 阿尔巴尼亚                  | 否             | 否       | 是                   | 否       | 否                 | 否                  | 否               | 电子签 | 电子签     | 电子签   | 否         |
| 亞美尼亞                    | 否             | 否       | 否                   | 英国过境 | 否                 | 否                  | 否               | 电子签 | 电子签     | 电子签   | 否         |
|                             | 否             | 否       | 否                   | 英国过境 | 否                 | 否                  | 否               | 电子签 | 电子签     | 电子签   | 否         |
| 巴林                        | 否             | 否       | 否                   | 英国过境 | 否                 | 是                  | 否               | 电子签 | 电子签     | 电子签   | 否         |
|                             | 否             | 否       | 否                   | 否       | 否                 | 否                  | 是               | 电子签 | 是         | 电子签   | 否         |
|                             | 否             | 否       | 否                   | 是       | 否                 | 否                  | 否               | 电子签 | 电子签     | 电子签   | 否         |
| 不丹                        | 否             | 否       | 否                   | 是       | 否                 | 否                  | 否               | 电子签 | 电子签     | 电子签   | 否         |
| 玻利维亚                    | 否             | 否       | 否                   | 英国过境 | 否                 | 否                  | 是               | 电子签 | 电子签     | 电子签   | 否         |
|                             | 否             | 否       | 是                   | 英国过境 | 否                 | 否                  | 否               | 电子签 | 电子签     | 电子签   | 否         |
| 布吉納法索                  | 否             | 否       | 否                   | 是       | 否                 | 否                  | 否               | 电子签 | 电子签     | 电子签   | 否         |
| 柬埔寨                      | 否             | 否       | 否                   | 英国过境 | 否                 | 否                  | 否               | 电子签 | 电子签     | 电子签   | 否         |
| 喀麦隆                      | 否             | 否       | 否                   | 否       | 否                 | 否                  | 否               | 电子签 | 是         | 电子签   | 否         |
|                             | 否             | 否       | 否                   | 是       | 否                 | 否                  | 否               | 电子签 | 电子签     | 电子签   | 否         |
| 中非                        | 否             | 否       | 否                   | 是       | 否                 | 否                  | 否               | 电子签 | 电子签     | 电子签   | 否         |
|                             | 否             | 否       | 否                   | 是       | 否                 | 否                  | 否               | 电子签 | 电子签     | 电子签   | 否         |
| 中华人民共和国              | 否             | 否       | 否                   | 否       | 是                 | 否                  | 是               | 电子签 | 电子签     | 电子签   | 否         |
| 哥伦比亚                    | 否             | 否       | 是                   | 英国过境 | 是                 | 否                  | 否               | 电子签 | 电子签     | 电子签   | 否         |
|                             | 否             | 否       | 否                   | 是       | 否                 | 否                  | 否               | 电子签 | 电子签     | 电子签   | 否         |
| 古巴                        | 否             | 否       | 否                   | 英国过境 | 否                 | 否                  | 否               | 电子签 | 电子签     | 电子签   | 否         |
|                             | 否             | 否       | 否                   | 英国过境 | 否                 | 否                  | 否               | 电子签 | 电子签     | 电子签   | 否         |
|                             | 否             | 否       | 否                   | 英国过境 | 否                 | 否                  | 否               | 电子签 | 是         | 电子签   | 否         |
|                             | 否             | 否       | 否                   | 英国过境 | 是                 | 是                  | 是               | 电子签 | 电子签     | 电子签   | 否         |
| 赤道几内亚                  | 否             | 否       | 否                   | 是       | 否                 | 否                  | 否               | 电子签 | 电子签     | 电子签   | 否         |
|                             | 否             | 否       | 否                   | 否       | 否                 | 是                  | 是               | 电子签 | 是         | 电子签   | 否         |
| 斐济                        | 否             | 否       | 否                   | 是       | 是                 | 是                  | 是               | 电子签 | 是         | 电子签   | 否         |
| 加彭                        | 否             | 否       | 否                   | 是       | 否                 | 否                  | 否               | 电子签 | 电子签     | 电子签   | 否         |
|                             | 否             | 否       | 否                   | 否       | 否                 | 否                  | 是               | 电子签 | 是         | 电子签   | 否         |
|                             | 否             | 否       | 是                   | 英国过境 | 否                 | 否                  | 否               | 电子签 | 电子签     | 电子签   | 否         |
|                             | 否             | 否       | 否                   | 否       | 否                 | 否                  | 是               | 电子签 | 是         | 电子签   | 否         |
|                             | 否             | 否       | 否                   | 是       | 是                 | 是                  | 否               | 电子签 | 是         | 电子签   | 否         |
| 海地                        | 否             | 否       | 否                   | 英国过境 | 否                 | 否                  | 否               | 电子签 | 是         | 电子签   | 否         |
| 印度                        | 否             | 否       | 否                   | 否       | 否                 | 否                  | 是               | 电子签 | 是         | 电子签   | 否         |
| 印度尼西亞                  | 否             | 否       | 否                   | 是       | 否                 | 否                  | 否               | 电子签 | 电子签     | 电子签   | 否         |
| 牙买加                      | 否             | 否       | 否                   | 否       | 否                 | 15岁以下 或70岁以上 | 否               | 电子签 | 是         | 电子签   | 否         |
| 约旦                        | 否             | 否       | 否                   | 英国过境 | 否                 | 否                  | 否               | 电子签 | 电子签     | 电子签   | 否         |
|                             | 否             | 否       | 否                   | 英国过境 | 否                 | 否                  | 否               | 是     | 电子签     | 电子签   | 否         |
|                             | 否             | 否       | 否                   | 否       | 否                 | 是                  | 是               | 电子签 | 是         | 电子签   | 否         |
|                             | 否             | 否       | 否                   | 英国过境 | 否                 | 否                  | 否               | 电子签 | 电子签     | 电子签   | 否         |
|                             | 否             | 否       | 否                   | 是       | 否                 | 否                  | 否               | 电子签 | 电子签     | 电子签   | 否         |
| 賴索托                      | 否             | 否       | 否                   | 否       | 是                 | 是                  | 是               | 电子签 | 是         | 电子签   | 否         |
| 马达加斯加                  | 否             | 否       | 否                   | 是       | 否                 | 否                  | 否               | 电子签 | 电子签     | 电子签   | 否         |
| 马拉维                      | 否             | 否       | 否                   | 否       | 否                 | 是                  | 是               | 电子签 | 是         | 电子签   | 否         |
|                             | 否             | 否       | 否                   | 是       | 否                 | 否                  | 否               | 电子签 | 电子签     | 电子签   | 否         |
| 毛里塔尼亚                  | 否             | 否       | 否                   | 是       | 否                 | 否                  | 否               | 电子签 | 电子签     | 电子签   | 否         |
| 摩尔多瓦                    | 否             | 否       | 是                   | 否       | 否                 | 否                  | 否               | 电子签 | 电子签     | 电子签   | 否         |
| 蒙特內哥羅                  | 否             | 否       | 是                   | 英国过境 | 否                 | 否                  | 否               | 电子签 | 电子签     | 电子签   | 否         |
| 摩洛哥                      | 否             | 否       | 否                   | 英国过境 | 否                 | 否                  | 否               | 电子签 | 电子签     | 电子签   | 否         |
| 莫桑比克                    | 否             | 否       | 否                   | 是       | 否                 | 是                  | 否               | 电子签 | 电子签     | 电子签   | 否         |
| 緬甸                        | 否             | 否       | 否                   | 否       | 否                 | 否                  | 否               | 电子签 | 是         | 电子签   | 否         |
| 尼日尔                      | 否             | 否       | 否                   | 是       | 否                 | 否                  | 否               | 电子签 | 电子签     | 电子签   | 否         |
| 奈及利亞                    | 否             | 否       | 否                   | 否       | 否                 | 否                  | 否               | 电子签 | 是         | 电子签   | 否         |
|                             | 否             | 否       | 否                   | 英国过境 | 否                 | 否                  | 否               | 电子签 | 电子签     | 电子签   | 否         |
| 北馬其頓                    | 否             | 否       | 是                   | 否       | 否                 | 否                  | 否               | 电子签 | 电子签     | 电子签   | 否         |
| 巴基斯坦                    | 否             | 否       | 否                   | 否       | 否                 | 否                  | 否               | 电子签 | 是         | 电子签   | 否         |
| 巴勒斯坦                    | 否             | 是       | 否                   | 否       | 否                 | 否                  | 否               | 电子签 | 电子签     | 电子签   | 否         |
| 秘魯                        | 否             | 否       | 是                   | 是       | 否                 | 是                  | 否               | 电子签 | 电子签     | 电子签   | 否         |
| 菲律賓                      | 否             | 否       | 否                   | 英国过境 | 否                 | 否                  | 否               | 电子签 | 电子签     | 电子签   | 否         |
| 俄羅斯                      | 否             | 否       | 否                   | 英国过境 | 是                 | 否                  | 否               | 电子签 | 电子签     | 电子签   | 否         |
| 卢旺达                      | 否             | 否       | 否                   | 否       | 否                 | 否                  | 否               | 电子签 | 是         | 电子签   | 否         |
| 聖多美和普林西比            | 否             | 否       | 否                   | 是       | 否                 | 否                  | 否               | 电子签 | 电子签     | 电子签   | 否         |
| 沙烏地阿拉伯                | 否             | 否       | 否                   | 英国过境 | 是                 | 否                  | 否               | 电子签 | 电子签     | 电子签   | 否         |
| 塞爾維亞                    | 否             | 否       | 是                   | 否       | 否                 | 否                  | 否               | 电子签 | 电子签     | 电子签   | 否         |
|                             | 否             | 否       | 否                   | 否       | 否                 | 否                  | 是               | 电子签 | 是         | 电子签   | 否         |
| 南非                        | 否             | 否       | 否                   | 否       | 是                 | 是                  | 是               | 电子签 | 是         | 是       | 是         |
| 斯里蘭卡                    | 否             | 否       | 否                   | 否       | 否                 | 否                  | 是               | 电子签 | 是         | 电子签   | 否         |
| 苏里南                      | 否             | 否       | 否                   | 是       | 是                 | 否                  | 否               | 电子签 | 是         | 电子签   | 否         |
|                             | 否             | 否       | 否                   | 英国过境 | 否                 | 否                  | 否               | 电子签 | 电子签     | 电子签   | 否         |
| 坦桑尼亚                    | 否             | 否       | 否                   | 否       | 否                 | 是                  | 是               | 电子签 | 是         | 电子签   | 否         |
| 泰國                        | 否             | 否       | 否                   | 是       | 否                 | 否                  | 否               | 电子签 | 电子签     | 电子签   | 否         |
| 多哥                        | 否             | 否       | 否                   | 是       | 否                 | 否                  | 否               | 电子签 | 电子签     | 电子签   | 否         |
| 突尼西亞                    | 否             | 否       | 否                   | 英国过境 | 否                 | 否                  | 是               | 电子签 | 电子签     | 电子签   | 否         |
| 土耳其                      | 否             | 否       | 否                   | 否       | 是                 | 否                  | 是               | 电子签 | 电子签     | 电子签   | 否         |
|                             | 否             | 否       | 否                   | 英国过境 | 否                 | 否                  | 否               | 电子签 | 电子签     | 电子签   | 否         |
| 乌干达                      | 否             | 否       | 否                   | 否       | 否                 | 否                  | 是               | 电子签 | 是         | 电子签   | 否         |
| 乌克兰                      | 否             | 否       | 是                   | 英国过境 | 是                 | 否                  | 否               | 电子签 | 电子签     | 电子签   | 否         |
|                             | 否             | 否       | 否                   | 英国过境 | 否                 | 否                  | 否               | 电子签 | 电子签     | 电子签   | 否         |
| 委內瑞拉                    | 否             | 否       | 是                   | 英国过境 | 是                 | 是                  | 是               | 电子签 | 电子签     | 电子签   | 否         |
| 西撒哈拉                    | 否             | 是       | 否                   | 否       | 否                 | 否                  | 否               | 是     | 是         | 电子签   | 否         |
| 尚比亞                      | 否             | 否       | 否                   | 是       | 否                 | 是                  | 是               | 电子签 | 是         | 电子签   | 否         |
| 辛巴威                      | 否             | 否       | 否                   | 否       | 否                 | 否                  | 是               | 电子签 | 是         | 电子签   | 否         |
| 其他                        | 否             | 否       | 否                   | 否       | 否                 | 否                  | 否               | 电子签 | 电子签     | 电子签   | 否         |

1. 1 2 3 4 5 6 7  护照持有人被禁止到阿森松岛旅行。
2. 1 2  消息人士对有关这一签证豁免持不同意见。